# Mesochorus nkulius
Mesochorus nkulius är en stekelart som beskrevs av Pierre L. G. Benoit 1955. Mesochorus nkulius ingår i släktet Mesochorus och familjen brokparasitsteklar. Inga underarter finns listade i Catalogue of Life.